# Célébrations du 2600e anniversaire de la fondation du Japon

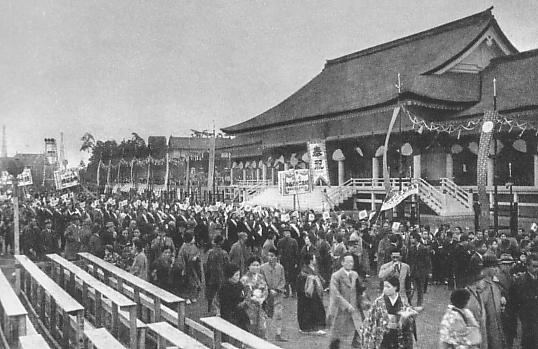
Cérémonie du 2600e anniversaire de la fondation du Japon dans les jardins du palais impérial de Tokyo en 1940.

Les célébrations du 2600e anniversaire de la fondation du Japon (紀元二千六百年記念行事, Kigen Nisenroppyaku-nen Kinengyōji) sont une série d'événements organisés par l'empire du Japon du 11 au 15 novembre 1940 pour commémorer la fondation légendaire par l'empereur Jinmu en 660 av. J.C.

## Histoire
Au début de l'ère Meiji en 1868, le rôle de l'empereur du Japon est renforcé en tant que figure politique du pays et il acquiert un caractère divin. Il est établi que la fondation du Japon, comme mentionnée dans les compilations Nihonshoki et Kojiki, est un fait véridique et historique. Dans ces récits, le premier empereur du Japon, le mythique Jinmu, descendant de la déesse du soleil Amaterasu, fonde officiellement la nation. Après études des faits cités et de calculs effectués par conversion du calendrier japonais au calendrier grégorien, il est établi que la fondation du Japon a eu lieu en 660 av. J.C.
L'année 1940 est donc considéré comme la 2600e depuis cette fondation et le gouvernement japonais désigne en 1935 un « comité de préparation du 2600e anniversaire » (紀元二千六百年祝典準備委員会, Kigen Nisenroppyaku-nen Shukuten Junbiinkai). Celui-ci propose de fêter l'événement au Kashihara-jingū, un sanctuaire shinto dédié à l'empereur Jinmu et situé sur le lieu de son ancien palais selon la tradition, et également dans les autres mausolées impériaux.
Le slogan utilisé pour les célébrations est « Japon, terre des dieux » (神国日本, Shinkoku Nihon), un concept basé sur le kokutai. De plus, plusieurs sanctuaires shinto sont construits dans le pays et même certains dans les territoires ultramarins comme le Nan'yō-jinja (Palaos) et le Kenkoku Shinbyō (Mandchoukouo). Le public assistant aux célébrations est estimé à 1 210 000 personnes.
Le jour de la fondation nationale est un jour férié au Japon depuis 1873, et les intellectuels japonais utilisent le Nihonshoki pour calculer la date exacte : le 11 février 660 av.J.C. Pour une raison inconnue, la cérémonie du 2600e anniversaire (紀元二千六百年式典, Kigen Nisenroppyaku-nen Shikiten) se tient le 11 novembre 1940. Elle a lieu dans le jardin extérieur du palais impérial de Tokyo, parrainée par le gouvernement japonais et consistant en une exposition majestueuse en plein air. Durant les célébrations, la pièce musicale de la cérémonie de la 2600e année impériale (皇紀2600年奉祝曲, Kōki Nissenroppyaku-nen Hōshukukyoku) est jouée. Jusqu'au 14 novembre, le public japonais est invité à participer à diverses activités sur le sujet. La 11e édition des jeux du sanctuaire Meiji se déroule également dans ce cadre. 
Ces célébrations se terminent officiellement le 15 novembre avec le slogan « Le festival est terminé, retournons travailler ! » (祝ひ終った。さあ働かう!, Iwai owatta. Saa, hatarakō !) en insistant sur la situation du Japon luttant pour occuper la Chine durant la seconde guerre sino-japonaise et sur la vie quotidienne très stricte des citoyens japonais.

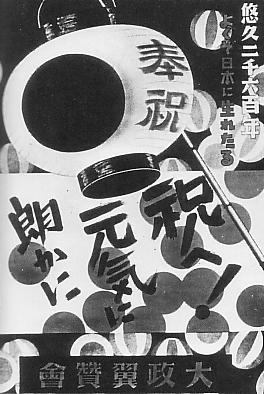
Affiche des célébrations jusqu'au 14 novembre. Son slogan est « Fêtons l'événement ! Joyeusement et brillamment » (祝へ!元気に、朗かに, Iwai e ! Genki ni, Hogaraka ni?).
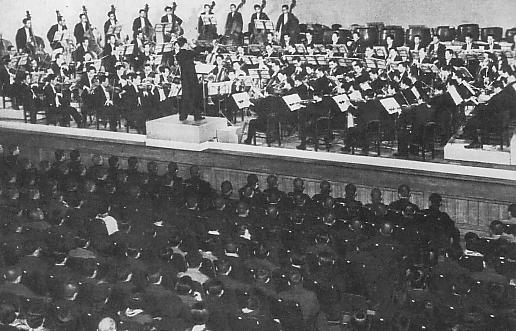
Concert tenu durant la cérémonie du 2600e anniversaire.
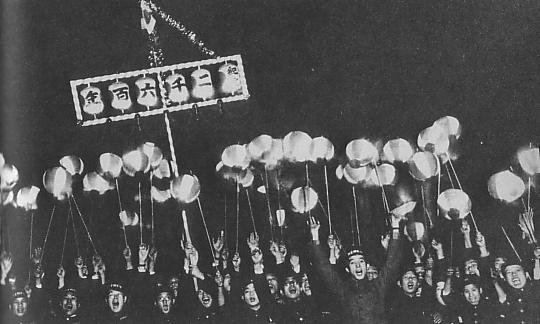
Procession de lanternes durant les célébrations.
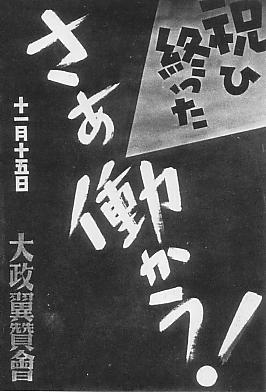
Affiche des célébrations le 15 novembre. Son slogan est « Le festival est terminé, retournons travailler ! » (祝ひ終った。さあ働かう!, Iwai owatta. Saa, hatarakō !?).

## Cérémonie du 2600e anniversaire

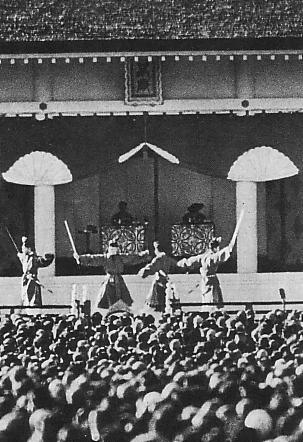
Spectacle de gagaku durant la cérémonie du 2600e anniversaire.

La cérémonie tenue dans le jardin extérieur du palais impérial de Tokyo est réalisée dans le style shinden-zukuri, similaire aux palais et résidences aristocratiques de l'ère Heian La chronologie de l'événement est la suivante :
- Discours d'ouverture par le Premier ministre Fumimaro Konoe.
- Chant de l'hymne national, le Kimi ga yo.
- Rapport à l'empereur (mots de vœux) par le Premier ministre.
- Présentation et lecture du rescrit impérial du 2600e anniversaire.
- Chant en cœur de l'hymne du 2600e anniversaire par un groupe militaire et par l'école de musique de Tokyo.
- Crie banzai (« 10 000 ans ») trois fois.
- Discours de clôture par le Premier ministre.

## Autres commémorations et projets

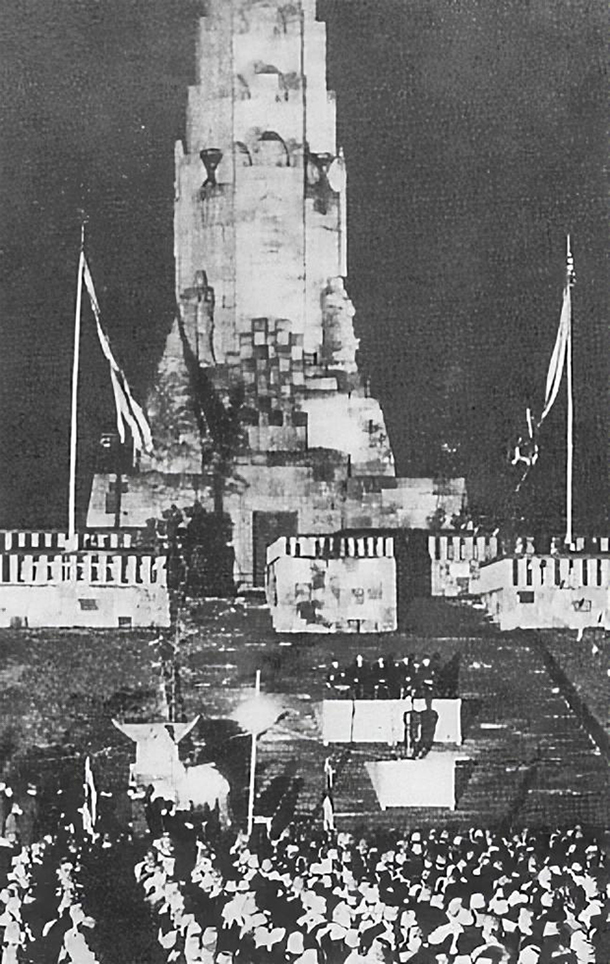
Cérémonie d'inauguration de la tour du Hakkō ichiu.

- Revue navale spéciale du 2600e anniversaire (11 octobre).
- Grande réunion nationale d'adhérents chrétiens à la cérémonie du 2600e anniversaire (17 octobre) en kinensai (prière pour une bonne récolte) par l'Église unie du Christ du Japon.
- Parade militaire de la cérémonie du 2600e anniversaire (21 octobre).
- Extension des terres du Kashihara-jingū.
- Extension des terres du Miyazaki-jingū (fondation de la tour du Hakkō ichiu).
- Extension des jardins extérieurs du Miyazaki-jingū.
- 11e édition des jeux du sanctuaire Meiji.

## Projet des jeux olympiques et de l'exposition universelle
Pour montrer la valeur du pays et du peuple japonais aux autres pays, il est prévu que les célébrations soient l'occasion d'accueillir les événements internationaux de l'année 1940. Le gouvernement japonais prévoit d'organiser les Jeux olympiques et l'Exposition universelle. Les événements programmés sont les Jeux olympiques d'été de Tokyo, les Jeux olympiques d'hiver de Sapporo et l'exposition universelle du 2600e anniversaire de la fondation du Japon.
Cependant, en raison de l'état de guerre avec la Chine et en Europe, toutes ces activités sont annulées et ne verront jamais le jour.